# Agua de la Vieja
Agua de la Vieja är en ort i Mexiko.   Den ligger i kommunen Chalchihuites och delstaten Zacatecas, i den centrala delen av landet, 700 km nordväst om huvudstaden Mexico City. Agua de la Vieja ligger 2 184 meter över havet och antalet invånare är 237.
Terrängen runt Agua de la Vieja är kuperad åt sydväst, men åt nordost är den platt. Runt Agua de la Vieja är det glesbefolkat, med 16 invånare per kvadratkilometer. Närmaste större samhälle är Chalchihuites, 9,3 km väster om Agua de la Vieja. Omgivningarna runt Agua de la Vieja är i huvudsak ett öppet busklandskap.